# November 2017
Portal Geschichte | Portal Biografien | Aktuelle Ereignisse | Jahreskalender | Tagesartikel

◄ |
20. Jahrhundert |
21. Jahrhundert

◄ |
1980er |
1990er |
2000er |
2010er
| 2020er | 2030er | 2040er

◄ |
2013 |
2014 |
2015 |
2016 |
2017
| 2018 | 2019 | 2020 | 2021 | ►

◄ |
August 2017 |
September 2017 |
Oktober 2017 |
November 2017 |
Dezember 2017 |
Januar 2018 |
Februar 2018 |
►
Dieser Artikel behandelt tagesbezogene Nachrichten und Ereignisse im November 2017.

## Tagesgeschehen

### Mittwoch, 1. November 2017
- Berlin/Deutschland: Der Regierende Bürgermeister von Berlin Michael Müller (SPD) wird Präsident des Bundesrates.[1]

### Donnerstag, 2. November 2017
- Wien/Österreich: Zum Abschluss der 55. Viennale wurden Untitled von Michael Glawogger und Monika Willi sowie Die Liebhaberin von Lukas Valenta Rinner mit dem Wiener Filmpreis ausgezeichnet.[2]
- Zürich/Schweiz: Forscher der Universität Zürich und Kollegen aus aller Welt beschreiben eine neue Menschenaffen-Art, den Tapanuli-Orang-Utan[3]

### Freitag, 3. November 2017
- Leipzig/Deutschland: Die Faustverleihung 2017 findet im Schauspiel Leipzig statt, moderiert wird diese von Christian Friedel. Elfriede Jelinek erhält den Preis für das Lebenswerk.[4]
- Deir ez-Zor/Syrien: Am 3. November 2017 vermeldeten die syrischen Regierungstruppen die Befreiung der Stadt Deir ez-Zor am Euphrat von der Terrororganisation Islamischer Staat.[5]

### Samstag, 4. November 2017
- Beirut/Libanon: Der bisherige Ministerpräsident Saad Hariri legt sein Regierungsamt nieder. Der Grund dafür sei, dass sich die politische Situation im Libanon verschlechtert habe.[6]
- Riad/Saudi-Arabien: In Saudi-Arabien kommt es zur Verhaftung mehrerer Politiker, Wirtschaftsunternehmer und einigen Angehörigen in der Verwandtschaft des saudi-arabischen Königshauses wie unter anderem des reichsten saudi-arabischen Unternehmers  al-Walid ibn Talal wegen Korruptionsverdachtes. Unter anderem wurden der Minister für die Nationalgarde, Prinz Moteib bin Abdullah, Wirtschaftsminister Adel al-Fakieh und der Kommandeur der Marine, Abdullah al-Sultan, von ihren Aufgaben entbunden.[7]

### Sonntag, 5. November 2017
- Sutherland Springs/Vereinigte Staaten: In der kleinen texanischen Gemeinde erschießt ein 26-jähriger Mann bei einem Massaker mindestens 26 Menschen.

### Montag, 6. November 2017
- Đà Nẵng/Vietnam: Der 29. Gipfel der Asiatisch-Pazifischen Wirtschaftsgemeinschaft APEC beginnt. Das Fernziel der Mitglieder ist seit 1989 die Errichtung einer Freihandelszone.[8]
- Bonn/Deutschland: Die UN-Klimakonferenz in Bonn 2017 beginnt.

### Dienstag, 7. November 2017

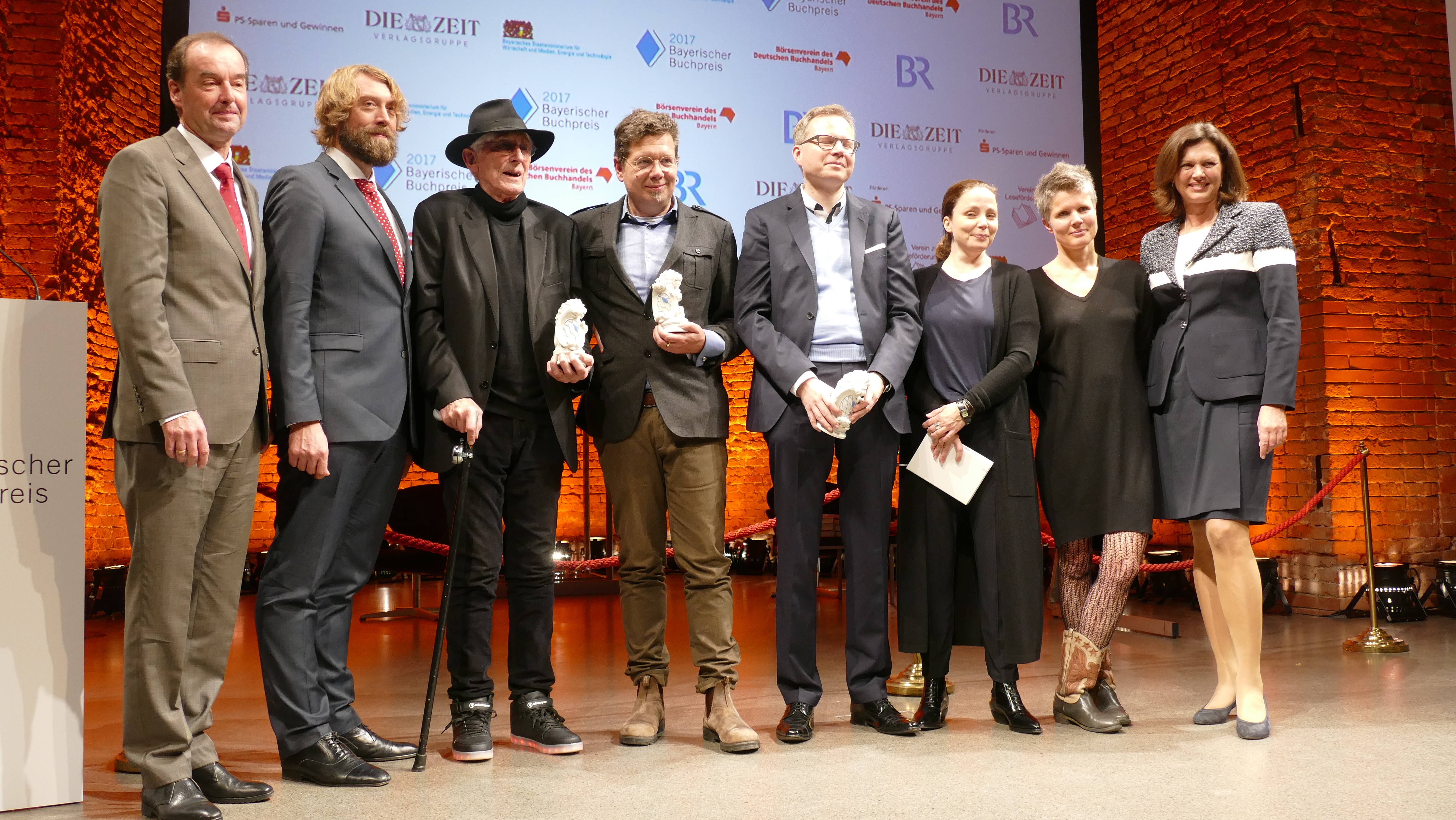
Bayerischer Buchpreis 2017

- Wien/Österreich und München/Deutschland: Eva Menasse wird mit dem Österreichischen Buchpreis ausgezeichnet, Franzobel und Andreas Reckwitz erhalten den Bayerischen Buchpreis.[9][10]

### Donnerstag, 9. November 2017

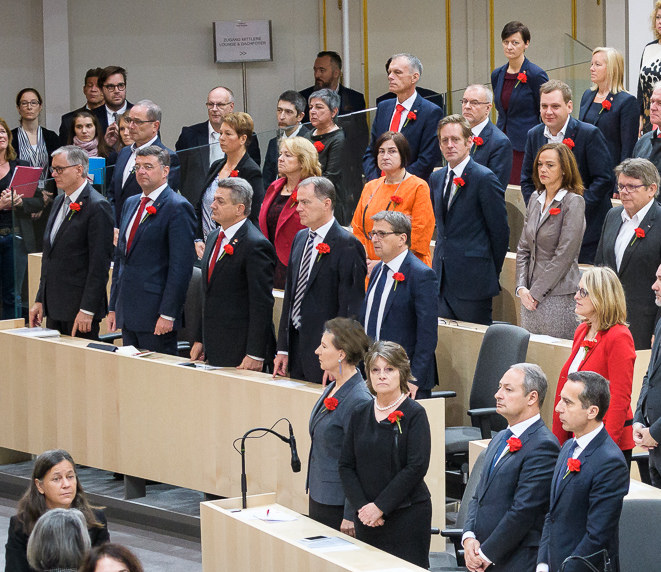
Die SPÖ-Fraktion bei der konstituierenden Sitzung des österreichischen Nationalrats am 9. November 2017

- Wien/Österreich: Nach der Nationalratswahl findet die Konstituierende Sitzung der XXVI. Gesetzgebungsperiode statt.[11]
- Abu Kamal/Syrien: Mit der Grenzstadt zum Irak Abu Kamal wird die letzte größere Ortschaft am Euphrat vom IS durch syrische Streitkräfte befreit.[12]

### Samstag, 11. November 2017
- Abu Dhabi/Vereinigte Arabische Emirate: Offizielle Eröffnung des Kunstmuseums Louvre Abu Dhabi

### Sonntag, 12. November 2017

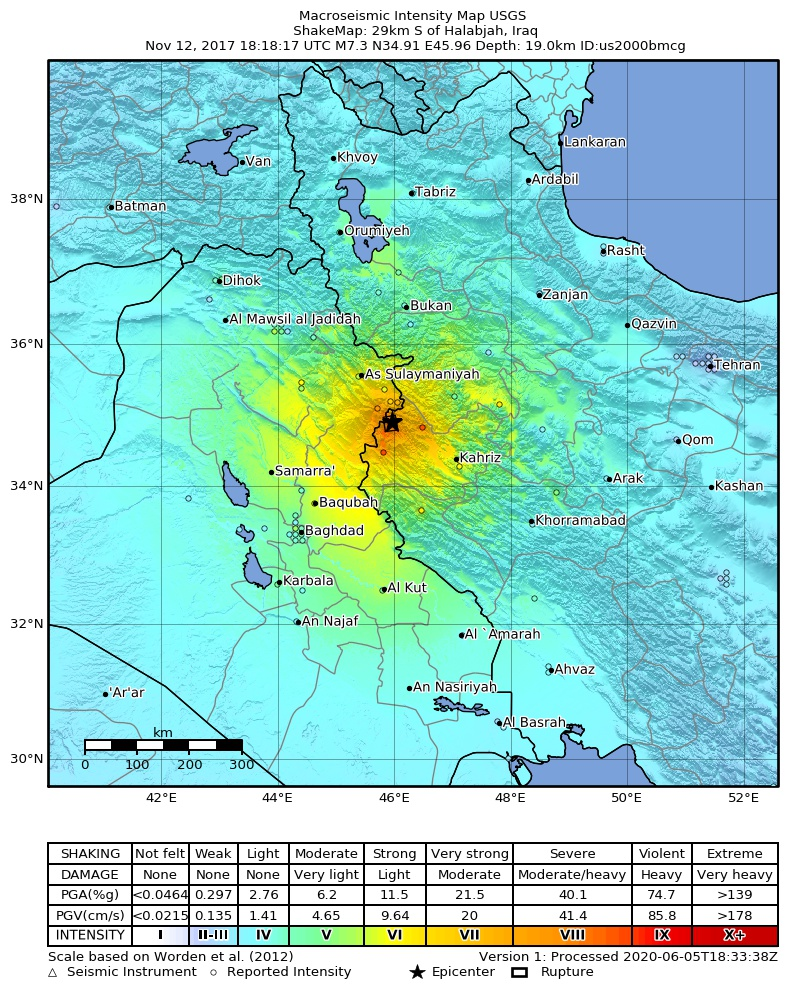
Karte mit Erdbebenzentrum an der iranisch-irakischen Grenze

- Ljubljana/Slowenien: 2. Wahlgang bei der Präsidentschaftswahl in Slowenien.
- Ein schweres Erdbeben mit über 118 Nachbeben und 400 Toten erschüttert die Region nahe der Grenze zwischen Irak und Iran (Kermanschah).[13]

### Montag, 13. November 2017
- Pampanga, Philippinen: Der 31. ASEAN-Gipfel beginnt.
- Wien/Österreich: Bei der 18. Verleihung des Nestroy-Theaterpreises werden Andrea Jonasson als beste Schauspielerin und Joachim Meyerhoff als bester Schauspieler ausgezeichnet, Felix Hafner und Maresi Riegner als bester Nachwuchs und Birgit Stöger für die beste Nebenrolle.[14]
- Brüssel/Europäische Union: Die Außen- und Verteidigungsminister von 23 der 28 EU-Staaten haben dem Europäischen Rat mitgeteilt, in der Verteidigung künftig im Rahmen der Pesco gemeinsame Wege zu gehen. Die vier EU-Staaten Dänemark, Irland, Portugal und Malta sowie der Noch-EU-Staat Großbritannien sind nicht dabei.[15]

### Dienstag, 14. November 2017
- Simbabwe: Im Zuge eines Putsches übernimmt das Militär die Kontrolle über das Land, errichtet Straßensperren und kontrolliert Regierung und Parlament. Präsident Robert Mugabe wird unter Hausarrest gestellt.[16]

### Mittwoch, 15. November 2017
- Amerikanischer Rapper Lil Peep wird tot in seinem Tourbus aufgefunden.[17]

### Donnerstag, 16. November 2017
- Nukuʻalofa/Tonga Bei der Parlamentswahl in Tonga 2017 gelang der Demokratischen Partei Tongas ein Erdrutschsieg.[18]

### Freitag, 17. November 2017
- Rawa/Irak: Mit der Ortschaft Rawa am Euphrat wird im November 2017 die letzte verbliebene Stadt am Euphrat innerhalb Iraks von der Terrororganisation IS durch die Irakischen Streitkräfte befreit.[19]
- Bonn/Deutschland: Die UN-Klimakonferenz geht zu Ende.

### Sonntag, 19. November 2017

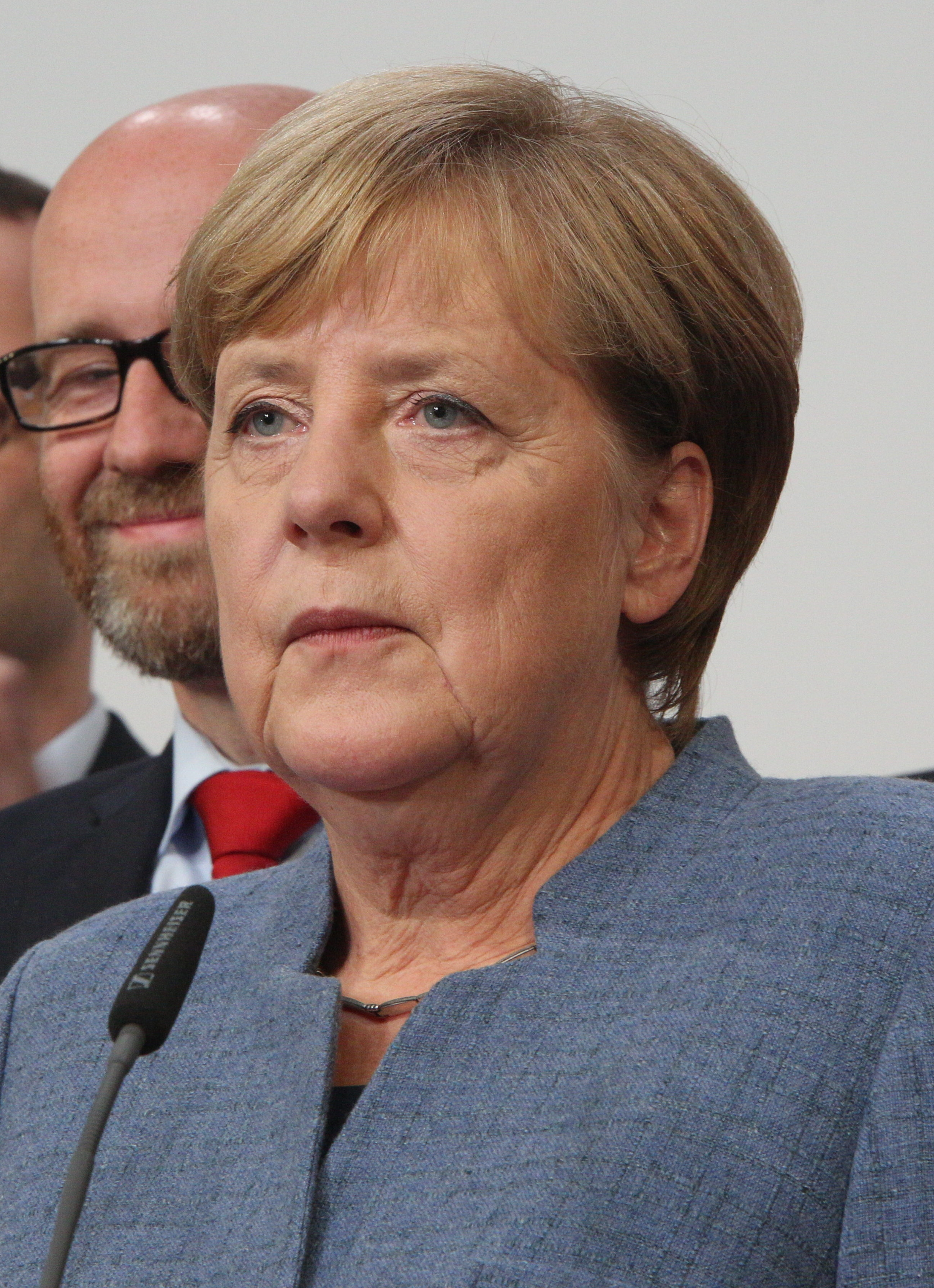
Geschäftsführende Bundeskanzlerin Angela Merkel (CDU)

- Berlin/Deutschland: Die FDP zieht sich von den Sondierungsgesprächen mit den Parteien CDU, CSU und Bündnis 90/Die Grünen über die Bildung einer Bundesregierung zurück. Da sich die SPD nicht an der kommenden Regierung beteiligen will und die Parteien AfD sowie Die Linke nicht zu Sondierungen geladen sind, wird nach dem Grundgesetz eine Kanzlerwahl im Bundestag stattfinden, die voraussichtlich keine absolute Mehrheit der Abgeordnetenstimmen für die zur Wahl stehende Person erbringen wird.[20][21]
- Santiago de Chile/Chile: Bei der Präsidentschaftswahl in Chile 2017 kommt es zu keiner absoluten Mehrheit eines Kandidaten, so dass eine Stichwahl im Dezember 2017 zwischen den beiden stärksten Kandidaten erfolgt.[22]

### Montag, 20. November 2017
- Brüssel/EU: Die EU-Kommission beschließt eine Verlagerung des Sitzes der Europäischen Arzneimittel-Agentur nach Amsterdam sowie der Europäischen Bankenaufsichtsbehörde nach Paris.[23]

### Dienstag, 21. November 2017
- Harare/Simbabwe: Der Diktator Robert Mugabe erklärt seinen Rücktritt und kommt somit einer Amtsenthebung zuvor.[24]

### Mittwoch, 22. November 2017
- Den Haag/Niederlande: Der Internationale Strafgerichtshof für das ehemalige Jugoslawien verurteilt Ratko Mladić nach fünfjährigem Prozess wegen Völkermords und Verbrechen gegen die Menschlichkeit zu lebenslanger Haft.[25]
- Hannover/Deutschland: Stephan Weil wird erneut zum Ministerpräsidenten von Niedersachsen wiedergewählt. Das rot-schwarze Kabinett Weil II löst das rot-grüne Kabinett Weil I ab.[26]

### Freitag, 24. November 2017
- Brüssel/Belgien: Das fünfte Gipfeltreffen der Östlichen Partnerschaft findet im Europa-Gebäude in Brüssel statt. Auf dem Gipfel soll erörtert werden, wie die Zusammenarbeit in den vier Bereichen Wirtschaft, Staatsführung, Konnektivität (Verbesserung der Verbundnetze, insbesondere in den Bereichen Verkehr und Energie) und Gesellschaft weiter ausgebaut werden kann.[27]
- Bir al-Abd/Ägypten: Bei einem Bombenanschlag auf die el-Rawdah-Moschee unmittelbar nach dem Freitagsgebet werden mindestens 235 Menschen getötet und 125 verletzt.[28]

### Sonntag, 26. November 2017
- Tegucigalpa/Honduras: Die Präsidentschaftswahl in Honduras gewinnt der amtierende Präsident Juan Orlando Hernández.[29]

### Montag, 27. November 2017
- London/Großbritannien: Prinz Harry und die US-amerikanische Schauspielerin Meghan Markle geben ihre Verlobung bekannt. Die Hochzeit soll im Frühjahr 2018 stattfinden.[30]
- Brüssel/EU: Eine qualifizierte Mehrheit der EU-Staaten hat einer Verlängerung der Zulassung des Herbizides Glyphosat um weitere fünf Jahre zugestimmt.
- Bali/Indonesien: Der seit Wochen rumorende Vulkan Mount Agung auf der indonesischen Ferieninsel Bali hat nach einer erneuten Eruption Asche regnen lassen. Die Rauchsäule stieg am 26. November vier Kilometer in den Himmel, wie Behörden mitteilten.[31]

### Mittwoch, 29. November 2017

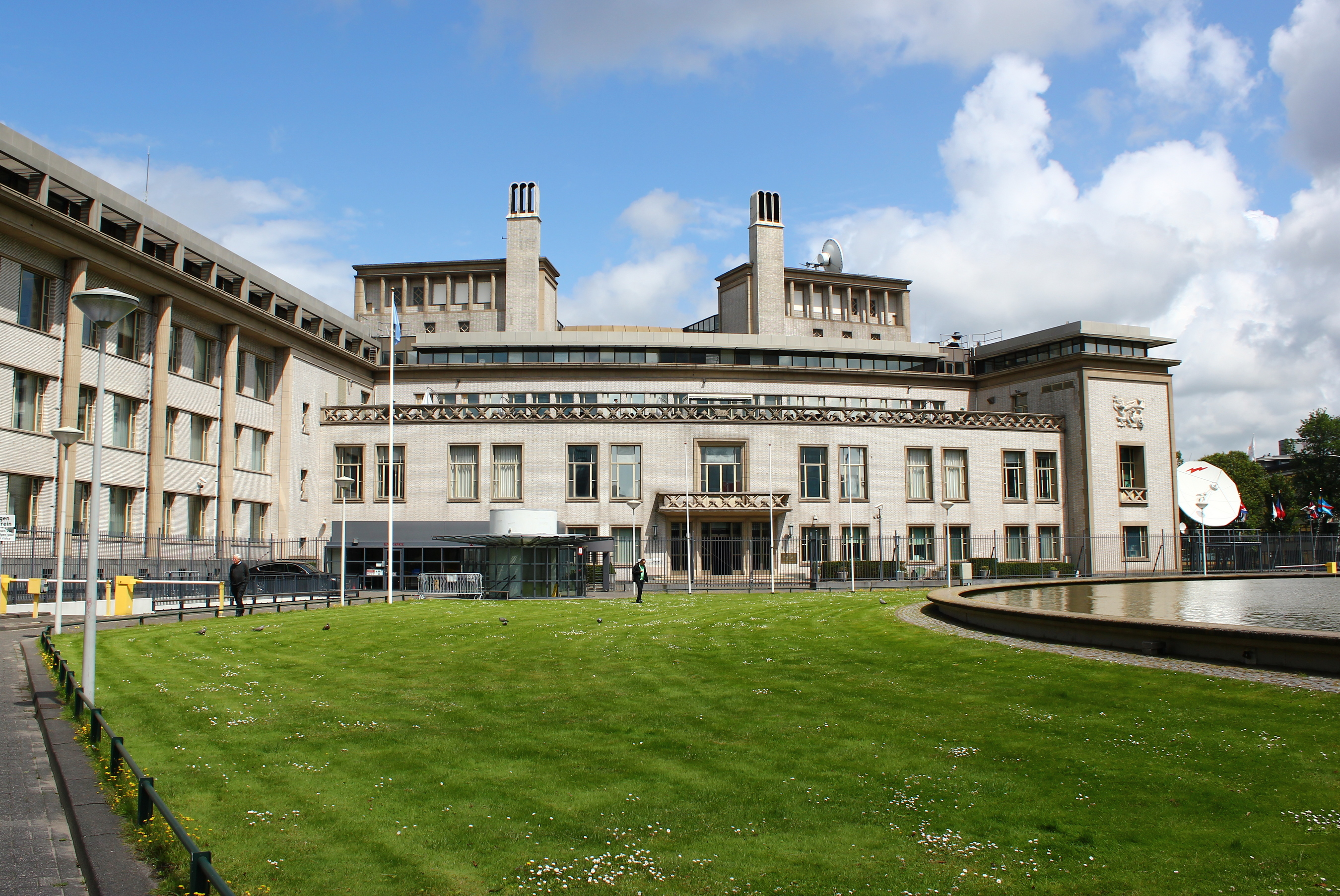
Dienstgebäude des ICTY in Den Haag

- Den Haag/Niederlande: Der letzte Prozess vor dem  Internationalen Strafgerichtshof für das ehemalige Jugoslawien ist abgeschlossen. Er endet mit dem Tod von Slobodan Praljak, welcher kurz nach der Urteilsverkündung des Richters Gift trinkt.